# ネイティブスピーカーの数が多い言語の一覧
ネイティブスピーカーの数が多い言語の一覧（ネイティブスピーカーのかずがおおいげんごのいちらん）は、言語を母語人口の多い順に配列した一覧である。100万人以上の母語話者を擁する言語のみを対象とするが、いくつかのデータは第二言語の話者も含む。
いくつかの言語は、相互の疎通が難しい方言・派生言語があるにもかかわらず、単一の言語として扱われている場合がある（例：中国語、アラビア語）。他のケースでは、相互に意志疎通しやすいが、国の公用語とは別に、地域の公用語が定められているような場合ないし地域・民族アイデンティティの確立・主張の手段として言語を使い分ける場合がある。そういった場合、この一覧では別言語扱いとなっている（例：スカンジナビア諸語（北ゲルマン語群）、ヒンディー語とウルドゥー語、マレー語とインドネシア語）。全てのデータは最新のものではない。語族は確定したものではないので、参考にとどめられたい。

## 母語話者1億人以上
| 順位 | 言語         | 語族                                        | 公用語としている地域、母語話者・第二言語話者・ 移民話者が人口の1%以上を占める地域 | 話者数 |
| ---- | ------------ | ------------------------------------------- | --- | --- |
| 1    | 中国語       | シナ・チベット語族                          | 公用語 · 中華人民共和国 (大陸) · 中華民国（台湾） · シンガポール コミュニティが存在する地域 · オーストラリア · ブルネイ · ミャンマー · カンボジア · カナダ · フランス領ポリネシア · インドネシア · ジャマイカ · マレーシア · モーリシャス · モンゴル · ナウル · 日本 · ニュージーランド · フィリピン · レユニオン · スリナム · タイ王国 · ベネズエラ · ベトナム · アメリカ合衆国 (カリフォルニア州、グアム、ハワイ州、ニューヨーク市、北マリアナ諸島) | 母語話者 約13億7000万人 北方語（マンダリン） 8億4000万人 呉語（上海語など）7700万人（1984年） 粤語（広東語）5500万人（1984年） 閩南語 4600万人（1984年） 晋語 4500万人（1995年） 湘語 3600万人（1984年） 客家語 3000万人（1984年） 贛語 2100万人（1984年） 閩北語 1030万人（1984年） 閩東語 910万人（2000年 WCD） 徽語 320万人 莆仙語 260万人（2000年 WCD）                                                                            |
| 2    | 英語         | インド・ヨーロッパ語族 - ゲルマン語派       | 公用語 · イギリス · アメリカ合衆国 · カナダ · オーストラリア · サモア · アンティグア・バーブーダ · バハマ · バルバドス · ベリーズ · ボツワナ · カメルーン · ドミニカ国 · フィジー · ガーナ · グレナダ · ガイアナ · インド · アイルランド · ジャマイカ · ケニア · キリバス · レソト · リベリア · マラウイ · モルディブ · マルタ · マーシャル諸島 · モーリシャス · ミクロネシア連邦 · ナミビア · ナウル · ニュージーランド · ナイジェリア · パキスタン · パラオ · パプアニューギニア · フィリピン · 香港 · ルワンダ · セントクリストファー・ネイビス · セントルシア · セントビンセント・グレナディーン · セーシェル · シエラレオネ · シンガポール · ソロモン諸島 · ソマリア · 南アフリカ共和国 · スリランカ · エスワティニ · タンザニア · トンガ · トリニダード・トバゴ · ツバル · ウガンダ · バヌアツ · ザンビア · ジンバブエ · 南スーダン 母語コミュニティが存在する地域 · アンドラ · アルバ · イスラエル · サンピエール島・ミクロン島 · スイス · ブルネイ 英語圏 | 母語話者 5億3000万人（2005年 WA） |
| 3    | ヒンディー語 | インド・ヨーロッパ語族 - インド・イラン語派 | 公用語 · インド · フィジー コミュニティが存在する地域 · ベリーズ · グレナダ · ガイアナ · モーリシャス · ネパール · 南アフリカ共和国 · スリナム · トリニダード・トバゴ · イエメン | 母語話者 4億9000万人（2005年 WA） 西ヒンディー語 東ヒンディー語（アワディー語を含む) 2100万人（1999年） ビハール語 2700万人（1997年） チャッティースガリー語1100万人（1997年） ハリヤーンウィー語1300万人 (1992) カナウジ語 600万人 (1977) マールワーリー語1300万人（2002年） マガヒー語1300万人（2002年） マイティリー語 2500万人（1981年）（注: マイティリー語はビハール州の公用語であるが、しばしばヒンディー語の方言に分類される） |
| 4    | スペイン語   | インド・ヨーロッパ語族 - イタリック語派     | 公用語 · アルゼンチン · ボリビア · チリ · コロンビア · コスタリカ · キューバ · ドミニカ共和国 · エクアドル · エルサルバドル · 赤道ギニア · グアテマラ · ホンジュラス · メキシコ · ニカラグア · パナマ · パラグアイ · ペルー · スペイン · ウルグアイ · ベネズエラ · プエルトリコ コミュニティが存在する地域 · アメリカ合衆国（カリフォルニア州、アリゾナ州、ニューメキシコ州など） · アンドラ · アルバ · ベリーズ · ケイマン諸島 · ジブラルタル · イスラエル · オランダ領アンティル · スイス · ヴァージン諸島 スペイン語圏 | 母語話者 4億2000万人（2005年 WA） |
| 5    | アラビア語   | アフロ・アジア語族 – セム語派               | 現代標準アラビア語を公用語とする · アルジェリア · バーレーン · チャド · コモロ · ジブチ · エジプト (エジプト・アラビア語も共に国語としている) · エリトリア · イラク · イスラエル · ガンビア · ヨルダン · クウェート · レバノン · リビア · モロッコ · オマーン · パレスチナ · カタール · サウジアラビア · ソマリア · スーダン · シリア · チュニジア · アラブ首長国連邦 · 西サハラ · イエメン ハッサニア語を公用語とする · モーリタニア · セネガル · マリ共和国 母語コミュニティが存在する地域 · オーストラリア · ベルギー · 中央アフリカ共和国 · フランス · ジブラルタル · イラン · サンピエール島・ミクロン島 | 母語話者 2億3000万人（2005年 WA） エジプト・アラビア語 母語話者 4600万人. ハッサニア語 母語話者 280万人. 現代標準アラビア語は第二公用語のみの統計 |
| 6    | ベンガル語   | インド・ヨーロッパ語族 - インド・イラン語派 | 公用語 · バングラデシュ · インド (トリプラ州、西ベンガル州) 母語コミュニティが存在する地域 · ミャンマー · オマーン · アラブ首長国連邦 | 母語話者 2億2000万人（2005年 WA） （チッタゴン語 話者 1400万人、シレット語 話者 1030万人を含む） |
| 7    | ポルトガル語 | インド・ヨーロッパ語族 - イタリック語派     | 公用語 : · アンゴラ · ブラジル · カーボベルデ · 東ティモール · ギニアビサウ · マカオ · モザンビーク · ポルトガル · サントメ・プリンシペ 母語コミュニティが存在する地域 · アンドラ · アンティグア・バーブーダ（アンティグア島） · フランス · インド (ダードラー・ナガル・ハヴェーリーおよびダマン・ディーウ連邦直轄領及びゴア) · ルクセンブルク · ナミビア · パラグアイ · 南アフリカ共和国 · スイス ポルトガル語圏 | 母語話者 2億1500万人 （2005年 WA アンゴラの人口の60%を含む） |
| 8    | ロシア語     | インド・ヨーロッパ語族 - スラブ語派         | 公用語 · アブハジア ( ジョージアから事実上独立した地域で公式言語) · ベラルーシ · カザフスタン · キルギス · ロシア · 沿ドニエストル共和国 ( モルドバから事実上独立した地域で公式言語) 母語コミュニティが存在する地域 · アルメニア · アゼルバイジャン · エストニア · ジョージア · イスラエル · ラトビア · リトアニア · モルドバ · タジキスタン · トルクメニスタン · ウクライナ（東部・ クリミア共和国） · ウズベキスタン ロシア語圏 | 母語話者 1億8000万人 / 総話者 約2億7000万人 |
| 9    | 日本語       | 日琉語族                                    | 公用語 · 日本（規定している法律は無いが事実上公用語） · パラオの アンガウル州（法規上は公用語だが、事実上使われていない） 母語コミュニティが存在する地域 · 中華民国（台湾） · ブラジル · アメリカ合衆国 （ ハワイ、 グアム） · アルゼンチン · ペルー · メキシコ · マレーシア · パラグアイ · ボリビア · ベトナム · 中華人民共和国 | 母語話者 1億3400万人 |
| 10   | ドイツ語     | インド・ヨーロッパ語族 - ゲルマン語派       | 公用語 · オーストリア · ベルギー · ドイツ · イタリア（一部地域＝ ボルツァーノ自治県） · リヒテンシュタイン · ルクセンブルク · ハンガリー（一部地域） · スイス（スイスドイツ語） · ナミビア 母語コミュニティが存在する地域 · アルゼンチン · ブラジル · ベリーズ · ボリビア · カナダ · チェコ · フランス · ポーランド · デンマーク · イスラエル · カザフスタン · キルギス · パラグアイ ドイツ語圏 | 母語話者 1億3000万人（低地ドイツ語の一種であるオランダ語及びその派生であるアフリカーンス語を含めた場合の母語話者数 1億5700万人） |
| 11   | フランス語   | インド・ヨーロッパ語族 - イタリック語派     | 公用語 · フランス · フランス領ポリネシア · ニューカレドニア · フランス領ギアナ · マルティニーク · グアドループ · レユニオン · ベルギー · ルクセンブルク · スイス · カナダ · ベナン · ブルキナファソ · ブルンジ · カメルーン · 中央アフリカ共和国 · チャド · コモロ · コンゴ共和国 · コンゴ民主共和国 · コートジボワール · ジブチ · 赤道ギニア · ガボン · ギニア · ハイチ · レバノン · マダガスカル · マリ共和国 · モーリシャス · マヨット（ フランスの海外県・海外地域圏） · モナコ · ニジェール · レユニオン · ルワンダ · セネガル · セーシェル · トーゴ · バヌアツ 母語コミュニティが存在する地域 · ルーマニア · ハンガリー · ブルガリア · レバノン · シリア · イラン · ラオス · ベトナム · カンボジア · アメリカ合衆国（ ルイジアナ州） · インドのポンディシェリ及びシャンデルナゴル · セントルシア · ジャマイカ · 日本 フランス語圏 | 資料により差がある。 主要話者 1億2300万人 / 総話者 2億人以上（筑波大学外国語センター） 主要話者 1億3000万人 / 総話者 2億3000万人（ロイター報道値） 母語話者 7200万人 以上/ 総話者 2億2000万人（国際フランコフォニーの公表値） |

## 母語話者3000万人以上1億人未満
| 順位 | 言語               | 語族                                        | 公用語としている地域、母語話者・第二言語話者・移民話者が人口の1%以上を占める地域 | 話者数 |
| ---- | ------------------ | ------------------------------------------- | --- | --- |
| 12   | パンジャーブ語     | インド・ヨーロッパ語族 - インド・イラン語派 | 公用語 インド (パンジャーブ州) · 母語コミュニティが存在する地域 パキスタン、 カナダ、 フィジー、 モーリシャス、 イギリス | 西部: 6100〜6200万人（2000年 WCD） 東部: 2800万人 合計 9000万人 |
| 13   | ジャワ語           | オーストロネシア語族 - ポリネシア諸語       | インドネシア (特に ジャワ島) 母語コミュニティが存在する地域 マレーシア、 ニューカレドニア、 スリナム。 | 母語話者 7500万人 |
| 14   | 朝鮮語             | 朝鮮語族                                    | 公用語 朝鮮民主主義人民共和国、 大韓民国、 中華人民共和国（特に吉林省延辺朝鮮族自治州と長白朝鮮族自治県） 母語コミュニティが存在する地域 アメリカ合衆国 、 カナダ、 日本、 ロシア（特に沿海地方とサハリン州）、 カザフスタン、 ウズベキスタン                  | 母語話者 7500万人 |
| 15   | ベトナム語         | オーストロアジア語族 - モン・クメール語派   | 公用語 ベトナム 母語コミュニティが存在する地域 オーストラリア、 カンボジア、 ラオス、 ニューカレドニア、 ノルウェー、 アメリカ合衆国 ( カリフォルニア州)、 バヌアツ                                                                                            | 母語話者 7000万人 / 第二言語話者 おそらく1600万人以上 合計 8600万人以上 |
| 16   | テルグ語           | ドラヴィダ語族 - 南部支派                   | 公用語 インド (アーンドラ・プラデーシュ州) 母語コミュニティが存在する地域 バーレーン、 フィジー、 モーリシャス | 母語話者 7000万人 / 第二言語話者 500万人 合計 7500万人（1997年） |
| 17   | マラーティー語     | インド・ヨーロッパ語族 - インド語派         | 公用語 インド (ダードラー・ナガル・ハヴェーリーおよびダマン・ディーウ連邦直轄領、ゴア、マハラシュトラ州) 母語コミュニティが存在する地域 モーリシャス | 母語話者 6800万人 / 第二言語話者 300万人 合計 7100万人 |
| 18   | タミル語           | ドラヴィダ語族 - 南部支派                   | 公用語 インド (タミル・ナードゥ州、ポンディシェリ)、 シンガポール、 スリランカ 母語コミュニティが存在する地域 バーレーン、 フィジー、 マレーシア、 モーリシャス、 レユニオン                                                                                   | 母語話者 7400万人 / 第二言語話者 900万人 |
| 19   | ペルシア語         | インド・ヨーロッパ語族 - イラン語派         | 公用語 イラン、 タジキスタン 母語コミュニティが存在する地域 バーレーン、 フランス、 ドイツ、 イラク、 イスラエル、 オマーン、 カタール、 アラブ首長国連邦、 アメリカ合衆国、 ウズベキスタン                                                                    | 母語話者 4600万人 （イラン人口の50〜60%、アフガニスタン人口の40%、ウズベキスタン人口の15〜30%を含む）、おそらくMazanderani語 (en) 話者及びGilaki語 (en) 話者を含む; 第二言語話者 5000万人以上（2005年） [脚注1] |
| 20   | ウルドゥー語       | インド・ヨーロッパ語族 - インド語派         | 公用語 インド (ジャンムー・カシミール州)、 国語 パキスタン 母語コミュニティが存在する地域 バーレーン、 ボツワナ、 フィジー、 マラウイ、 モーリシャス、 オマーン、 カタール、 サウジアラビア、 南アフリカ共和国                                                 | 母語話者 6100万人 / 第二言語話者 4300万人以上 |
| 21   | イタリア語         | インド・ヨーロッパ語族 - イタリック語派     | 公用語 イタリア、 バチカン市国、 サンマリノ、 スイス 母語コミュニティが存在する地域 スロベニア、 クロアチア、 アルゼンチン、 ブラジル、 オーストラリア、 ベルギー、 カナダ、 フランス、 リヒテンシュタイン、 ルクセンブルク、 モナコ、 ウルグアイ イタリア語圏 | 母語話者 6100万人 |
| 22   | トルコ語           | アルタイ諸語 - テュルク諸語                 | 公用語 トルコ、 キプロス 母語コミュニティが存在する地域 オーストリア、 ジョージア、 ドイツ、 ブルガリア、 ギリシャ、 イラン、 北マケドニア、 モルドバ、 オランダ                                                                                               | 母語話者 6000万人 / 第二言語話者 1500万人（2005年） （Oghuz Turkish語、アゼルバイジャン語、トルクメン語、ガシュガーイー語、以上3言語の母語話者は合計1億人）                                                     |
| 23   | グジャラート語     | インド・ヨーロッパ語族 - インド語派         | 公用語 インド (グジャラート州、ダードラー・ナガル・ハヴェーリーおよびダマン・ディーウ連邦直轄領) 母語コミュニティが存在する地域 フィジー | 母語話者 4600万人 |
| 24   | ポーランド語       | インド・ヨーロッパ語族 - スラブ語派         | 公用語 ポーランド 母語コミュニティが存在する地域 ベラルーシ、 イスラエル、 ラトビア、 リトアニア、 ウクライナ | 母語話者 5000万人 |
| 25   | ウクライナ語       | インド・ヨーロッパ語族 - スラブ語派         | 公用語 ウクライナ、沿ドニエストル共和国、 ( モルドバの一部で公式言語 ) 母語コミュニティが存在する地域 ベラルーシ、 エストニア、 ジョージア、 ハンガリー、 カザフスタン、 キルギス、 ラトビア、 リトアニア、 モルドバ、 ロシア、 スロバキア                     | 母語話者 4500万人 |
| 26   | マラヤーラム語     | ドラヴィダ語族 - 南部支派                   | 公用語 インド (ケーララ州、ラクシャドウィープ) 母語コミュニティが存在する地域 バーレーン、 アラブ首長国連邦 | 母語話者 3600万人（1997年） |
| 27   | カンナダ語         | ドラヴィダ語族 - 南部支派                   | 公用語 インド (カルナータカ州) | 母語話者 3500万人 / 第二言語話者 900万人 合計 4400万人（1997年） |
| 28   | アゼルバイジャン語 | アルタイ諸語 - テュルク諸語                 | 公用語 アゼルバイジャン 母語話者が多い地域 イラン。母語コミュニティが存在する地域 アルメニア、 エストニア、 ジョージア、 ロシア、 イラク | 母語話者 3300万人 / 第二言語話者 800万人 （イラン含まず・ガシュガーイー語を含む） |
| 29   | オリヤー語         | インド・ヨーロッパ語族 - インド語派         | 公用語 インド (オリッサ州) | 母語話者 3200万人（1997年） |
| 30   | ビルマ語           | シナ・チベット語族 - チベット・ビルマ語派   | 公用語 ミャンマー | 母語話者 3200万人 / 第二言語話者 1000万人 合計 4200万人 |
| 31   | タイ語             | タイ・カダイ語族 – カム・タイ語派           | 公用語 タイ王国 | 母語話者 4600万人以上 （2000年 WCD） = 母語話者及び第二言語話者 6000万人以上（2001年 A. Diller）. (タイ南部、タイ北部、ラオス西部を含むが、シャン族、イーサーン、ラーオ族を含まない)                            |

## 母語話者1000万人以上3000万人未満
| 順位 | 言語           | 語族                                              | 公用語としている地域、母語話者・第二言語話者・移民話者が人口の1%以上を占める地域 | 話者数 |
| ---- | -------------- | ------------------------------------------------- | --- | --- |
| 32   | スンダ語       | オーストロネシア語族 - ポリネシア諸語             | インドネシア（ジャワ西部） | 母語話者 2700万人（1990年）                                                                                   |
| 33   | クルド語       | インド・ヨーロッパ語族 - イラン語派               | 公用語 イラク。 母語話者が多い地域 アルメニア、 イラン、 シリア、 トルコ。 母語コミュニティが存在する地域 ドイツ、 レバノン。 | 母語話者 2600万人 （トルコ人口の20%を含む）                                                                   |
| 34   | パシュトー語   | インド・ヨーロッパ語族 - イラン語派               | 公用語 アフガニスタン。 母語話者が多い地域 パキスタン。 母語コミュニティが存在する地域 イラン、 アラブ首長国連邦。 | 母語話者 2700万人 （不正確なデータ; 少数民族人口 3000万人以上）                                               |
| 36   | ハウサ語       | アフロ・アジア語族 – チャド語派                   | 公用語 ニジェール、 ナイジェリア（北部）。 母語コミュニティが存在する地域 チャド、 スーダン。 | 母語話者 2400万人、第二言語話者 1500万人以上 合計 4000万人以上                                                |
| 37   | ルーマニア語   | インド・ヨーロッパ語族 - ロマンス語派             | 公用語 ルーマニア、 モルドバ。 母語コミュニティが存在する地域 ギリシャ、 ハンガリー、 イスラエル、 セルビア、 モンテネグロ。 | 母語話者 2400万人（2002年）                                                                                   |
| 38   | インドネシア語 | オーストロネシア語族 - ポリネシア諸語             | 公用語 インドネシア。 母語コミュニティが存在する地域 オランダ、 東ティモール。 | 母語話者 2300万人、第二言語話者 1億4000万人以上                                                               |
| 39   | ウズベク語     | アルタイ諸語 - テュルク諸語                       | 公用語 ウズベキスタン。 母語話者が多い地域 アフガニスタン、 キルギス、 タジキスタン、 トルクメニスタン。 母語コミュニティが存在する地域 中華人民共和国。                                                                            | 母語話者 2000万人（1995年）                                                                                   |
| 40   | シンド語       | インド・ヨーロッパ語族 - インド語派               | 公用語 インド、 パキスタン。 母語コミュニティが存在する地域 香港、 オマーン。 | 母語話者 2000万人、第二言語話者 100万人 合計 2100万人 （2001年 Johnstone and Mandryk）                        |
| 41   | セブアノ語     | オーストロネシア語族 - ポリネシア諸語             | フィリピン | 2000万人（1995年 人口統計）                                                                                   |
| 42   | ヨルバ語       | ニジェール・コルドファン語族 – ベヌエ・コンゴ語群 | 公用語 ナイジェリア。母語コミュニティが存在する地域 ベナン。 | 母語話者 1900万人、第二言語話者 200万人 合計 2100万人（1993年）                                               |
| 43   | ソマリ語       | アフロ・アジア語族 – クシ語派                     | 公用語 ソマリア。 母語話者が多い地域 ジブチ、 エチオピア、 ケニア。 母語コミュニティが存在する地域 アラブ首長国連邦、 イエメン、 カナダ、 イギリス、 オーストラリア、 アメリカ合衆国、 欧州連合（EU）圏内。                         | 1300〜2000万人（2004年 WCD）                                                                                  |
| 44   | ラーオ語       | タイ・カダイ語族 – カム・タイ語派                 | 公用語 ラオス。 母語話者が多い地域 タイ王国。 | 母語話者 1900万人以上 （Lao-Phutai方言、イーサーン方言を含む。古いデータ）                                    |
| 45   | オロモ語       | アフロ・アジア語族 – クシ語派                     | 国語 エチオピア。 母語コミュニティが存在する地域 ケニア。 | 母語話者 1800万人（少数民族の人口は 3000万人）、第二言語話者 おそらく200万人 合計 2000万人（1998年 人口統計） |
| 46   | マレー語       | オーストロネシア語族 - ポリネシア諸語             | 公用語 マレーシア、 ブルネイ、 シンガポール。 母語話者が多い地域 インドネシア、 タイ王国。 母語コミュニティが存在する地域 バーレーン。                                                                                              | 母語話者 1800万人、第二言語話者 300万人 合計 2100万人（インドネシア人を含まない）                             |
| 47   | イボ語         | ニジェール・コルドファン語族 – ベヌエ・コンゴ語群 | 公用語 ナイジェリア | 母語話者 1800万人（1999年 WA） 第二言語話者 人数不明                                                          |
| 48   | オランダ語     | インド・ヨーロッパ語族 - ゲルマン語派             | 公用語 アルバ、 ベルギー、 オランダ、 オランダ領アンティル、 スリナム。 | 母語話者 1700万人、オランダ国内の第二言語話者 400万人 合計 2100万人以上（2000年）                             |
| 49   | アムハラ語     | アフロ・アジア語族 – セム語派                     | 公用語 エチオピア。 母語コミュニティが存在する地域 イスラエル。 | 母語話者 1700万人、第二言語話者 400万人 合計 2100万人（1998年 人口統計）                                      |
| 50   | マダガスカル語 | オーストロネシア語族 - ポリネシア諸語             | 公用語 マダガスカル。 母語コミュニティが存在する地域 マヨット（ フランスの海外県・海外地域圏）、 レユニオン。 | 母語話者 1700万人                                                                                             |
| 51   | タガログ語     | オーストロネシア語族 - ポリネシア諸語             | 公用語 フィリピン。 母語コミュニティが存在する地域 カナダ、 香港、 カタール、 サウジアラビア、 アラブ首長国連邦、 アメリカ合衆国 アラスカ州、 カリフォルニア州、 グアム、 ハワイ、 北マリアナ諸島)。                                | 母語話者 1700万人、第二言語話者 6800万人以上 合計 8500万人以上                                                |
| 52   | ネパール語     | インド・ヨーロッパ語族 - インド語派               | 公用語 インド (シッキム州)、 ネパール。 母語コミュニティが存在する地域 ブータン。 | 母語話者 1700万人（2001年 人口統計）、第二言語話者 おそらく1000〜1500万人                                     |
| 53   | アッサム語     | インド・ヨーロッパ語族 - インド語派               | 公用語 インド (アッサム州)。 母語コミュニティが存在する地域 ブータン。 | 母語話者 1500万人（1997年）                                                                                   |
| 54   | ハンガリー語   | ウラル語族 - フィン・ウゴル語派                   | 公用語 ハンガリー、 セルビア (ヴォイヴォディナ自治州)、 モンテネグロ、 スロベニア。 母語コミュニティが存在する地域 イスラエル、 ルーマニア、 スロバキア、 ウクライナ。                                                              | 母語話者 1500万人                                                                                             |
| 55   | ショナ語       | ニジェール・コルドファン語族 - バンツー諸語       | 国語 ジンバブエ。 母語コミュニティが存在する地域 ボツワナ、 モザンビーク。 | 母語話者 1500万人、第二言語話者 180万人 合計 1600〜1700万人 Ndau族、Manyika族を含む（2000年 A. Chebanne）     |
| 56   | クメール語     | オーストロアジア語族 - モン・クメール語派         | 公用語 カンボジア。 母語コミュニティが存在する地域 タイ王国、 ベトナム。 | 母語話者 1400万人、第二言語話者 100万人 合計 1500万人（2004年）                                               |
| 57   | チワン語       | タイ・カダイ語族 – カム・タイ語派                 | 公用語 中華人民共和国 | 母語話者 1400万人（1992年） 第二言語話者 人数不明                                                             |
| 58   | マドゥラ語     | オーストロネシア語族 - ポリネシア諸語             | インドネシア | 母語話者 1400万人（1995年）                                                                                   |
| 59   | シンハラ語     | インド・ヨーロッパ語族 - インド語派               | 公用語 スリランカ。 母語コミュニティが存在する地域 アラブ首長国連邦。 | 母語話者 1300万人、第二言語話者 200万人 合計 1500万人（1993年）                                               |
| 60   | フラニ語       | ニジェール・コルドファン語族 - 西大西洋諸語       | 公用語 ニジェール、 ナイジェリア、 セネガル。国語 ギニア、 マリ共和国。 母語コミュニティが存在する地域 ベナン、 ブルキナファソ、 カメルーン、 中央アフリカ共和国、 チャド、 ガンビア、 ギニアビサウ、 モーリタニア、 シエラレオネ。 | 母語話者 1300万人以上（全ての方言を含む）                                                                     |
| 61   | ベルベル語     | アフロ・アジア語族 - ベルベル語派                 | 国家の公用語 アルジェリア (Kabyle地方)、 モロッコ。 母語コミュニティが存在する地域 フランス、 オランダ、 スペイン飛地領の セウタ及び メリリャ)。                                                                                    | 母語話者 1300万人以上（1998年）                                                                               |
| 62   | チェコ語       | インド・ヨーロッパ語族 - スラブ語派               | 公用語 チェコ。 | 母語話者 1200万人（1990年 WA）.                                                                               |
| 63   | ギリシア語     | インド・ヨーロッパ語族 - ヘレニック語派           | 公用語 キプロス、 ギリシャ。 母語コミュニティが存在する地域 アルバニア、 オーストラリア、 エジプト、 ジョージア。 | 母語話者 1200万人（2004年）                                                                                   |
| 64   | セルビア語     | インド・ヨーロッパ語族 - スラブ語派               | 公用語 セルビア、 モンテネグロ、 ボスニア・ヘルツェゴビナ。 母語コミュニティが存在する地域 スウェーデン、 スイス。 | 母語話者 1100万人（1981年 WA）                                                                                |
| 65   | ケチュア語     | 孤立した言語                                      | 公用語 ボリビア、 エクアドル、 ペルー。 母語コミュニティが存在する地域 アルゼンチン。 | 母語話者 1040万人、方言を含む                                                                                 |

## 母語話者300万人以上1000万人未満
| 順位 | 言語                     | 語族                                                | 公用語としている地域、母語話者・第二言語話者・移民話者が人口の1%以上を占める地域 | 話者数 |
| ---- | ------------------------ | --------------------------------------------------- | --- | --- |
| 66   | ズールー語               | ニジェール・コルドファン語族 - バントゥー諸語       | 公用語 南アフリカ共和国。 母語コミュニティが存在する地域 レソト、 エスワティニ。 | 母語話者 960万人、第二言語話者 1600万人以上 合計 2500万人以上（1996年 人口統計）                                      |
| 67   | チェワ語                 | ニジェール・コルドファン語族 - バントゥー諸語       | 公用語 マラウイ、 ザンビア。 母語コミュニティが存在する地域 モザンビーク、 ジンバブエ。 | 母語話者 930万人（2001年） 第二言語話者 40万人（1999年 WA）                                                           |
| 68   | ベラルーシ語             | インド・ヨーロッパ語族 - スラブ語派                 | 公用語 ベラルーシ。 母語コミュニティが存在する地域 カザフスタン、 ラトビア、 リトアニア、 ポーランド、 ロシア。 | 母語話者 910万人 （2001年 Johnstone and Mandryk）                                                                     |
| 69   | スウェーデン語           | インド・ヨーロッパ語族 - ゲルマン語派               | 国語 スウェーデン。公用語 フィンランド | 母語話者 880万人（1986年）                                                                                            |
| 70   | コンゴ語                 | ニジェール・コルドファン語族 - バンツー諸語         | 公用語 アンゴラ、 コンゴ共和国（キトゥバ語）、 コンゴ民主共和国。 | 母語話者 870万人 （方言、ヨンベ語・クレオール化されたキトゥバ語を含む）（2002年）                                     |
| 71   | アカン語                 | ニジェール・コルドファン語族 - クワ語派             | 公用語 ガーナ | 母語話者 830万人、第二言語話者 100万人以上 合計 1000万人以上（2004年 SIL）                                            |
| 72   | カザフ語                 | アルタイ諸語 - テュルク諸語                         | 公用語 カザフスタン。 母語コミュニティが存在する地域 中華人民共和国 (新疆ウイグル自治区)、 モンゴル、 トルクメニスタン、 ウズベキスタン、 ロシア ( アルタイ共和国)。                                                       | 母語話者 820万人 |
| 73   | イロカノ語               | オーストロネシア語族                                | フィリピン。 母語コミュニティが存在する地域 アメリカ合衆国 ( ハワイ州)。 | 母語話者 800万人以上 （1991年 UBS）                                                                                   |
| 74   | ミャオ語                 | ミャオ・ヤオ語族                                    | 中華人民共和国。 母語コミュニティが存在する地域 フランス領ギアナ、 ラオス、 ベトナム。 | 母語話者 800万人以上、方言を含む （1999年 Li Yunbing）                                                                |
| 75   | 彝語                     | シナ・チベット語族                                  | 中華人民共和国 | 彝族 780万人（2000年 人口統計）                                                                                       |
| 76   | ルバ語                   | ニジェール・コルドファン語族 - バンツー諸語         | 国語 コンゴ民主共和国 | 母語話者 780万人、第二言語話者 70万人 合計 850万人（1991年 UBS）. (Luba-Katanga語話者150万人を含む)                   |
| 77   | ウイグル語               | アルタイ諸語 - テュルク諸語                         | 公用語 中華人民共和国 (新疆ウイグル自治区)。 母語コミュニティが存在する地域 カザフスタン、 キルギス、 ウズベキスタン。 | 母語話者 760万人 |
| 78   | ハイチ語                 | インド・ヨーロッパ語族 - イタリック語派、クレオール | 公用語 ハイチ。 母語コミュニティが存在する地域 バハマ、 ケイマン諸島、 ドミニカ共和国、 グアドループ。 | 母語話者 740万人以上（2001年）                                                                                        |
| 79   | ルワンダ語               | ニジェール・コルドファン語族 - バンツー諸語         | 公用語 ルワンダ。 母語コミュニティが存在する地域 コンゴ民主共和国、 ウガンダ。 | 母語話者 730万人（1998年）                                                                                            |
| 80   | コサ語                   | ニジェール・コルドファン語族 - バンツー諸語         | 公用語 南アフリカ共和国。 母語コミュニティが存在する地域 レソト。 | 母語話者 720万人以上 （1996年 人口統計）                                                                              |
| 81   | バローチー語             | インド・ヨーロッパ語族 - イラン語派                 | 母語話者が多い地域 アフガニスタン、 イラン、 パキスタン。 母語コミュニティが存在する地域 オマーン、 アラブ首長国連邦。 | 母語話者 700万人（1998年）                                                                                            |
| 82   | ブルガリア語             | インド・ヨーロッパ語族 - スラブ語派                 | 公用語 ブルガリア。 母語コミュニティが存在する地域 モルドバ。 | 母語話者 700万人以上（2005年）                                                                                        |
| 83   | ヒリガイノン語           | オーストロネシア語族                                | フィリピン | 母語話者 700万人以上（1995年）                                                                                        |
| 84   | カタルーニャ語           | インド・ヨーロッパ語族 - イタリック語派             | 公用語 アンドラ、 スペインの バレアレス諸島州、 カタルーニャ州、 バレンシア州。 母語話者が多い地域 フランス ( ピレネー＝オリアンタル県)。                                                                                  | 母語話者 670万人、第二言語話者 500万人以上 合計 1200万人以上（1996年） (バレンシア州を含む)                           |
| 85   | アルメニア語             | インド・ヨーロッパ語族 – アルメニア語派             | 公用語 アルメニア、 アルツァフ共和国 ( アゼルバイジャンの一部で公式言語)。 母語コミュニティが存在する地域 ジョージア、 ロシア、 レバノン、 シリア。                                                                        | 母語話者 670万人 （2001年 Johnstone and Mandryk、etc.）                                                               |
| 86   | ミナンカバウ語           | オーストロネシア語族                                | インドネシア | 母語話者 650万人 （1981年 Moussay）                                                                                   |
| 87   | トルクメン語             | アルタイ諸語 - テュルク諸語                         | 公用語 トルクメニスタン。 母語コミュニティが存在する地域 アフガニスタン、 イラン、 イラク。 | 母語話者 640万人（1995年）                                                                                            |
| 88   | マクア語                 | ニジェール・コルドファン語族 - バンツー諸語         | 主要な言語として モザンビーク。 母語コミュニティが存在する地域 タンザニア。 | 母語話者 640万人 方言、ロムウェ語を含む                                                                               |
| 89   | クロアチア語             | インド・ヨーロッパ語族 - スラブ語派                 | 公用語 ボスニア・ヘルツェゴビナ、 クロアチア。 母語コミュニティが存在する地域 オーストリア、 スロベニア、 セルビア（ヴォイヴォディナ自治州）。                                                                             | 母語話者 620万人 |
| 90   | サンタル語               | オーストロネシア語族 - ムンダ語派                   | 公用語 インド | 母語話者 620万人（1997年）                                                                                            |
|      | バタク語                 | オーストロネシア語族                                | インドネシア | 母語話者 620万人以上、方言を含む（1991年 UBS） （バタク・トバ語、バタク・ダイリ語、バタク・シマルングン語などを含む） |
| 91   | アルバニア語             | インド・ヨーロッパ語族 – アルバニア語派             | 公用語 アルバニア、 北マケドニア、 セルビア、 モンテネグロ、 コソボ。 母語コミュニティが存在する地域 ギリシャ、 イタリア                                                                                                   | 母語話者 600万人 （アルバニアの数値は古いデータ）                                                                     |
| 92   | アフリカーンス語         | インド・ヨーロッパ語族 - ゲルマン語派               | 公用語 南アフリカ共和国。 母語コミュニティが存在する地域 ナミビア。 | 母語話者 600万人、第二言語話者 1000万人 合計 1600万人（1996年 人口統計）                                              |
| 93   | スイスドイツ語           | インド・ヨーロッパ語族 - ゲルマン語派               | スイス、 リヒテンシュタイン、 ドイツ (Swabia地方)、 フランス ( アルザス地域圏)。 | スイス国内で600万人 （1990年 人口統計）                                                                               |
| 94   | モンゴル語               | アルタイ諸語 – モンゴル諸語                         | 公用語 モンゴル、 中華人民共和国 (内モンゴル自治区) | 母語話者 570万人 |
| 95   | ビリー語                 | インド・ヨーロッパ語族 - インド語派                 | インド | 母語話者 560万人、方言を含む（1994年） （Wagdi語話者160万人などを含む）                                               |
| 96   | フィンランド語           | ウラル語族 - フィン・ウゴル語派                     | 公用語 フィンランド、 ロシア ( カレリア共和国)。 母語コミュニティが存在する地域 スウェーデン。 | 母語話者 540万人（1993年）                                                                                            |
| 97   | キクユ語                 | ニジェール・コルドファン語族 - バンツー諸語         | 主要な言語として ケニア | 母語話者 530万人 （1994年 I. Larsen BTL）                                                                             |
| 98   | デンマーク語             | インド・ヨーロッパ語族 - ゲルマン語派               | 公用語 デンマーク、 フェロー諸島、 グリーンランド。 母語コミュニティが存在する地域 ドイツ (Southern Schleswig)。 | 母語話者 530万人（1980年）                                                                                            |
| 99   | ヘブライ語               | アフロ・アジア語族 – セム語派                       | 公用語 イスラエル。 母語コミュニティが存在する地域 ヨルダン川西岸地区。 | 母語話者 510万人（1998年）                                                                                            |
| 100  | スロバキア語             | インド・ヨーロッパ語族 - スラブ語派                 | 公用語 セルビア・モンテネグロ、 スロバキア。 | 母語話者 500万人（1990年 WA）                                                                                         |
| 101  | モシ語                   | ニジェール・コルドファン語族 - クワ語派             | 国語 ブルキナファソ | 母語話者 500万人以上（1991年）                                                                                        |
| 102  | スワヒリ語               | ニジェール・コルドファン語族 - バンツー諸語         | 公用語 コンゴ民主共和国、 ケニア、 タンザニア。 母語コミュニティが存在する地域 コモロ、 マヨット（ フランスの海外県・海外地域圏）、 オマーン、 レユニオン。                                                                | 母語話者 500万人以上 第二言語話者 3000〜5000万人                                                                      |
| 103  | グアラニー語             | トゥピ語族                                          | 公用語 パラグアイ、 ボリビア、 アルゼンチンの コリエンテス州。 | 母語話者 490万人（1995年）                                                                                            |
| 104  | ルンディ語               | ニジェール・コルドファン語族 - バンツー諸語         | 公用語 ブルンジ。 | 母語話者 490万人（1986年）                                                                                            |
| 105  | ソト語                   | ニジェール・コルドファン語族 - バンツー諸語         | 公用語 レソト、 南アフリカ共和国。 | 母語話者 490万人（1996年 人口統計）                                                                                   |
| 106  | シチリア語               | インド・ヨーロッパ語族 - イタリック語派             | 母語話者が多い地域 イタリア。 | 母語話者 480万人（2000年 WCD）                                                                                        |
| 107  | ロマ語                   | インド・ヨーロッパ語族 - インド語派                 | 公用語 オランダ。 母語コミュニティが存在する地域 アルバニア、 ボスニア・ヘルツェゴビナ ブルガリア、 クロアチア、 チェコ、 ハンガリー、 イラン、 北マケドニア、 ルーマニア、 セルビア・モンテネグロ、 スロバキア、 トルコ。 | 母語話者 480万人、方言、Domari語を含む （2002-2004年 Vlax; Domariの調査:2000年 WCD）                                  |
| 108  | ノルウェー語             | インド・ヨーロッパ語族 - ゲルマン語派               | 公用語 ノルウェー。 | 母語話者 460万人 [ウィキペディアによる調査; 要精査]                                                                   |
| 109  | チベット語               | シナ・チベット語族                                  | 公用語 中華人民共和国 | 母語話者 460万人、方言を含む                                                                                          |
| 110  | カヌリ語                 | ナイル・サハラ語族 – サハラ諸語                     | 公用語 ニジェール、 ナイジェリア。 母語コミュニティが存在する地域 チャド (Kanembu語含む)。 | 母語話者 440万人、第二言語話者 50万人 （1985年以前の古いデータ）                                                      |
| 111  | ツワナ語                 | ニジェール・コルドファン語族 - バンツー諸語         | 公用語 ボツワナ、 南アフリカ共和国。国語 ナミビア | 母語話者440万人、第二言語話者20万人 （1993年 Johnstone）                                                              |
| 112  | カシミール語             | インド・ヨーロッパ語族 - インド語派                 | 公用語 インド (ジャンムー・カシミール州)、 母語話者が多い地域 パキスタン。 | 母語話者 460万人（1997年）                                                                                            |
| 113  | ティグリニャ語           | アフロ・アジア語族 – セム語派                       | 公用語 エリトリア、 エチオピア。 | 母語話者 450万人、第二言語話者 10万人 合計 460万人（1998年 人口統計）                                                 |
| 114  | グルジア語               | コーカサス諸語 – 南コーカサス語族                   | 公用語 ジョージア。 母語コミュニティが存在する地域 イスラエル。 | 母語話者 420万人（1993年 UBS）                                                                                        |
| 115  | ムブンドゥ語             | ニジェール・コルドファン語族 - バンツー諸語         | 国語 アンゴラ | 母語話者 400万人以上 第二言語話者 人数不明（1995年 WA）                                                               |
| 116  | コンカニ語               | インド・ヨーロッパ語族 - インド語派                 | 公用語 インド (ゴア) | 母語話者 400万人以上（1999年 WA）                                                                                     |
| 117  | バリ語                   | オーストロネシア語族                                | インドネシア ( バリ州、バリ島) | 母語話者 390万人 （2001年 Johnstone and Mandryk）                                                                     |
| 118  | 北ソト語                 | ニジェール・コルドファン語族 - バンツー諸語         | 公用語 南アフリカ共和国。 母語コミュニティが存在する地域 ボツワナ。 | 母語話者 370万人（1996年 人口統計）                                                                                   |
| 119  | ルヒヤ語                 | ニジェール・コルドファン語族 - バンツー諸語         | ケニア | 母語話者 360万人 （1989年 人口統計）                                                                                  |
| 120  | ウォロフ語               | ニジェール・コルドファン語族 - 西大西洋諸語         | 国語 セネガル。 母語コミュニティが存在する地域 ガンビア。 | 母語話者 360万人（2002年）                                                                                            |
| 121  | ベンバ語                 | ニジェール・コルドファン語族 - バンツー諸語         | 国語 ザンビア | 母語話者 360万人 （2001年Johnstone and Mandryk）                                                                      |
| 122  | ブギス語                 | オーストロネシア語族                                | インドネシア | 母語話者 350万人、第二言語話者 50万人 合計 400万人以上（1991年 SIL）                                                  |
| 123  | ルオ語                   | ナイル・サハラ語族 - ナイル諸語                     | ケニア | 母語話者 350万人 （1994年 I. Larsen BTL）                                                                             |
| 124  | ビコール語               | オーストロネシア語族                                | フィリピン | 母語話者 350万人 全ての方言を含む（1990年 人口統計）                                                                  |
| 125  | マニンカ語               | ニジェール・コルドファン語族 - マンデ語派           | 国語 ギニア、 マリ共和国。 母語コミュニティが存在する地域 リベリア、 セネガル、 シエラレオネ。 | 母語話者 330万人、方言を含む                                                                                          |
| 126  | マーザンダラーン語       | インド・ヨーロッパ語族 - イラン語派                 | イラン | 母語話者 330万人（1993年） （ギラキ語 (en) の統計との混乱が見られる）                                                 |
| 127  | ギラキ語                 | インド・ヨーロッパ語族 - イラン語派                 | イラン | 母語話者 330万人（1993年） （Mazanderani語 (en) の統計との混乱が見られる）                                            |
| 128  | シャン語                 | タイ・カダイ語族                                    | ミャンマー | 母語話者 330万人（シャン族の言語）                                                                                    |
| 128  | ツォンガ語               | ニジェール・コルドファン語族 - バンツー諸語         | 公用語 南アフリカ共和国。 母語コミュニティが存在する地域 モザンビーク、 エスワティニ。 | 母語話者 330万人（1996年）                                                                                            |
| 129  | ガリシア語               | インド・ヨーロッパ語族 - イタリック語派             | 公用語 スペインの ガリシア州 | 母語話者 320万人（1986年）                                                                                            |
| 130  | スクマ語                 | ニジェール・コルドファン語族 - バンツー諸語         | タンザニア | 母語話者 320万人 （2001年 Johnstone and Mandryk）                                                                     |
| 131  | イディッシュ語           | インド・ヨーロッパ語族 - ゲルマン語派               | 母語コミュニティが存在する地域 ベラルーシ、 イスラエル、 ラトビア、 ウクライナ、 ロシア。 | 母語話者 320万人 |
| 132  | ジャマイカ・クレオール語 | インド・ヨーロッパ語族 - ゲルマン語派、クレオール   | ジャマイカ。 母語コミュニティが存在する地域 パナマ、 コスタリカ。 | 母語話者 320万人（2001年）                                                                                            |
| 133  | キルギス語               | アルタイ諸語 - テュルク諸語                         | 公用語 キルギス。 母語話者が多い地域 タジキスタン。 母語コミュニティが存在する地域 中華人民共和国。 | 母語話者 310万人 （1993年 UBS）                                                                                       |
| 134  | エウェ語                 | ニジェール・コルドファン語族 – クワ語群             | 公用語 トーゴ。国語 ガーナ。 | 母語話者 310万人、第二言語話者 50万人 合計 360万人（2003年）                                                          |
| 135  | リトアニア語             | インド・ヨーロッパ語族 – バルト語派                 | 公用語 リトアニア。 母語コミュニティが存在する地域 ラトビア。 | 母語話者 310万人（1998年）                                                                                            |
| 136  | ガンダ語                 | ニジェール・コルドファン語族 - バンツー諸語         | 主要な言語として ウガンダ（ ブガンダ） | 母語話者 300万人（1991年 人口統計） 第二言語話者 100万人以上（1999年 WA）                                             |
| 137  | アチェ語                 | オーストロネシア語族                                | インドネシア | 母語話者 300万人以上（1999年 WA）                                                                                     |
| 138  | キンブンド語             | ニジェール・コルドファン語族 - バンツー諸語         | 国語 アンゴラ | 母語話者 300万人以上（1999年 WA）                                                                                     |
| 139  | ヒンドコ語               | インド・ヨーロッパ語族 - インド語派                 | パキスタン | 母語話者 300万人以上（1993年）                                                                                        |
| 140  | イビビオ語               | ニジェール・コルドファン語族 – クロスリバー諸語     | 公用語 ナイジェリア | 母語話者 300万人以上 Anaang語を含む（1998年）                                                                         |

## 母語話者100万人以上300万人未満
| 順位 | 言語                | 語族                                                  | 公用語としている地域、母語話者・第二言語話者・移民話者が人口の1%以上を占める地域                                                                      | 話者数 |
| ---- | ------------------- | ----------------------------------------------------- | --- | --- |
| 141  | ラージバンシ語      | インド・ヨーロッパ語族 - インド語派                   | インド | 母語話者 300万人（1991年 人口統計）                                                                        |
| 142  | ガルワーリー語      | インド・ヨーロッパ語族 - インド語派                   | インド | 母語話者 290万人（2000年）                                                                                 |
| 143  | バンバラ語          | ニジェール・コルドファン語族 - マンデ語派             | 国語 マリ共和国 | 母語話者 280万人 第二言語話者 1000万人                                                                     |
| 144  | オメト諸語          | アフロ・アジア語族 – オモ語派                         | エチオピア | 母語話者 280万人 方言を含む ウォライタ語を含む（1998年 人口統計）                                          |
| 145  | ベタウィ語          | オーストロネシア語族                                  | インドネシア | 母語話者 270万人（1993年 Johnstone） マレー語のクレオール                                                  |
| 146  | カレン諸語          | シナ・チベット語族                                    | ミャンマー、 タイ王国 | 母語話者 260万人 方言を含む カレン族の言語                                                                 |
| 147  | ゴーンディー語      | ドラヴィダ語族                                        | インド | 母語話者 260万人（1997年） (ゴンジ族の言語)                                                                |
| 148  | セヌフォ語          | ニジェール・コルドファン語族 - クワ語派               | 国語 マリ共和国 母語話者が多い地域 ブルキナファソ、 コートジボワール                                                                                  | 母語話者 260万人 方言を含む（2001年） セナリ語 (Senari)、スピレ語 (Supyire) など                           |
| 149  | カレンジン語        | ナイル・サハラ語族 - ナイル諸語                       | ケニア | 母語話者 250万人 （1989年 人口統計）                                                                       |
| 150  | クマーオニー語      | インド・ヨーロッパ語族 - インド語派                   | インド | 母語話者 240万人（1998年）                                                                                 |
| 151  | カンバ語            | ニジェール・コルドファン語族 - バンツー諸語           | ケニア | 母語話者 240万人 第二言語話者 60万人 合計 300万人（1989年 人口統計）                                       |
| 152  | ワライ語            | オーストロネシア語族                                  | フィリピン | 母語話者 240万人（1990年 人口統計）                                                                        |
| 153  | ロル語              | インド・ヨーロッパ語族 - イラン語派                   | イラン | 母語話者 240万人（1999年、2001年）                                                                         |
| 154  | キチェ語            | マヤ語族                                              | グアテマラ | 母語話者 230万人（2000年 SIL）                                                                             |
| 155  | ボスニア語          | インド・ヨーロッパ語族 - スラブ語派                   | 公用語 ボスニア・ヘルツェゴビナ | 母語話者 270万人（2004年）[要確認]                                                                         |
| 156  | アイマラ語          | アイマラ語族                                          | 公用語 ボリビア、 ペルー 母語コミュニティが存在する地域 アルゼンチン                                                                                  | 母語話者 220万人（1987年）                                                                                 |
| 157  | ティヴ語            | ニジェール・コルドファン語族 - バントゥー諸語         | ナイジェリア | 母語話者 220万人（1991年 UBS）                                                                             |
| 158  | ブラーフーイー語    | ドラヴィダ語族                                        | パキスタン、 アフガニスタン | 母語話者 220万人                                                                                           |
| 159  | バヤ語              | ニジェール・コルドファン語族 – アダマワ・ウバンギ語派 | 中央アフリカ共和国、 コンゴ民主共和国 | 母語話者 220万人 ングバカ・バヤ語 (en) 話者を含む（2000年 WCD）                                            |
| 160  | ザルマ語            | ナイル・サハラ語族 – ソンガイ語派                     | 公用語 ニジェール | 母語話者 220万人（1998年）                                                                                 |
| 161  | バウレ語            | ニジェール・コルドファン語族 - クワ語派               | コートジボワール | 母語話者 210万人（1993年 SIL）                                                                             |
| 162  | ドーグリー語        | インド・ヨーロッパ語族 - インド語派                   | 公用語 インド (ジャンムー・カシミール州) | 母語話者 210万人（1997年）                                                                                 |
| 163  | リンガラ語          | ニジェール・コルドファン語族 – バントゥー諸語         | 国語 コンゴ共和国、 コンゴ民主共和国 | 母語話者 210万人（2000年 WCD） コンゴ民主共和国の第二言語話者 700万人（1999年 WA）                         |
| 164  | ササク語            | オーストロネシア語族                                  | インドネシア | 母語話者 210万人（1989年）                                                                                 |
| 165  | クルク語            | ドラヴィダ語族                                        | インド、 ネパール | 母語話者 210万人（1997年）                                                                                 |
| 166  | ムンダリ語          | オーストロアジア語族 - ムンダ語派                     | インド | 母語話者 210万人（1997年）                                                                                 |
| 167  | ディンカ語          | ナイル・サハラ語族 - ナイル諸語                       | 南スーダン | 母語話者 200万人                                                                                           |
| 168  | スロベニア語        | インド・ヨーロッパ語族 - スラブ語派                   | 公用語 オーストリア、 イタリア、 スロベニア | 母語話者 200万人（1991年 人口統計）                                                                        |
| 169  | プイ語              | タイ・カダイ語族                                      | 中華人民共和国 | 母語話者 200万人（1990年 人口統計） チワン語に近い言語                                                     |
| 170  | ベティ語            | ニジェール・コルドファン語族 - バンツー諸語           | 主要な言語として ガボン、 赤道ギニア 母語コミュニティが存在する地域 カメルーン、 サントメ・プリンシペ                                                 | 母語話者 200万人以上 （ファン語 (Fang)、エウォンド語 (Ewondo)、ブル語 (Bulu)、エトン語 (Eton) などを含む） |
| 171  | ザザキ語            | インド・ヨーロッパ語族 - イラン語派                   | トルコ | 母語話者 250万人 全ての方言を含む （1998年 Paul）                                                          |
| 172  | トゥル語            | ドラヴィダ語族                                        | インド | 母語話者 190万人（1997年）                                                                                 |
| 173  | パンパンガ語        | オーストロネシア語族                                  | フィリピン | 母語話者 190万人 （1990年 人口統計）                                                                       |
| 174  | シダモ語            | アフロ・アジア語族 – クシ語派                         | エチオピア | 母語話者 190万人 第二言語話者 10万人（1998年 人口統計）                                                    |
| 175  | バシキール語        | アルタイ諸語 - テュルク諸語                           | 公用語 ロシア ( バシコルトスタン共和国) | 母語話者 190万人 （2001年 Johnstone and Mandryk）                                                          |
| 176  | ヤオ語 (バントゥー) | ニジェール・コルドファン語族 - バンツー諸語           | マラウイ、 タンザニア、 モザンビーク | 母語話者 190万人以上 （2001年 Johnstone and Mandryk）                                                      |
| 177  | チュヴァシ語        | アルタイ諸語 - テュルク諸語                           | 公用語 ロシア ( チュヴァシ共和国) | 母語話者 180万人 第二言語話者 20万人 （2001年 Johnstone and Mandryk）                                      |
| 178  | イジョ語            | ニジェール・コルドファン語族 – イジョイド語群         | ナイジェリア | 母語話者 180万人（全ての方言を含む）                                                                       |
| 179  | フォン語            | ニジェール・コルドファン語族 - クワ語派               | 国語 ベナン 母語コミュニティが存在する地域 トーゴ | 母語話者 170万人（2000年 Hoddenbagh）                                                                      |
| 180  | スワジ語            | ニジェール・コルドファン語族 - バンツー諸語           | 公用語 南アフリカ共和国、 エスワティニ 母語コミュニティが存在する地域 レソト                                                                          | 母語話者 170万人（1996年 人口統計）                                                                        |
| 181  | ニャンコレ語        | ニジェール・コルドファン語族 - バンツー諸語           | ウガンダ | 母語話者 160万人（1991年 人口統計）                                                                        |
| 182  | タタール語          | アルタイ諸語 - テュルク諸語                           | 公用語 ロシア ( タタールスタン共和国) 母語コミュニティが存在する地域 バシコルトスタン共和国、 カザフスタン、 キルギス、 タジキスタン、 ウズベキスタン | 母語話者 160万人（1989年 人口統計） タタールの少数民族人口は660万人                                        |
| 183  | マカッサル語        | オーストロネシア語族                                  | インドネシア | 母語話者 160万人 第二言語話者 40万人（1989年）                                                             |
| 184  | マケドニア語        | インド・ヨーロッパ語族 - スラブ語派                   | 公用語 北マケドニア 母語コミュニティが存在する地域 ギリシャ                                                                                           | 母語話者 160万人（1986年）                                                                                 |
| 185  | グシイ語            | ニジェール・コルドファン語族 - バンツー諸語           | ケニア | 母語話者 160万人 （1994年 I. Larsen BTL）                                                                  |
| 186  | カーンデーシュ語    | インド・ヨーロッパ語族 - インド語派                   | インド | 母語話者 160万人（1997年）                                                                                 |
| 187  | 北ンデベレ語        | ニジェール・コルドファン語族 - バンツー諸語           | 国語 ジンバブエ | 母語話者 160万人 （2001年 Johnstone and Mandryk）                                                          |
| 188  | クキ・チン諸語      | シナ・チベット語族                                    | ミャンマー、 インド | 母語話者 160万人（1996年 UBS） 全ての方言を含む、ただしミゾラム語などを含まない                            |
| 189  | サラール語          | ナイル・サハラ語族                                    | 国語 チャド 母語コミュニティが存在する地域 中央アフリカ共和国                                                                                         | 母語話者 150万人 方言を含む 大多数は第二言語話者の可能性（古いデータ）                                     |
| 190  | ラトビア語          | インド・ヨーロッパ語族 – バルト語派                   | 公用語 ラトビア | 母語話者 150万人                                                                                           |
| 191  | トンガ語            | ニジェール・コルドファン語族 - バンツー諸語           | ザンビア、 ジンバブエ | 母語話者 150万人 （2001年 Johnstone and Mandryk）                                                          |
| 192  | ランプン語          | オーストロネシア語族                                  | インドネシア | 母語話者 150万人 （1981年 Wurm and Hattori）                                                               |
| 193  | サルデーニャ語      | インド・ヨーロッパ語族 - ロマンス語派                 | 公用語 イタリア ( サルデーニャ島) | 母語話者 150万人 （1977年 M. Ibba ラトガース大学）                                                         |
| 194  | スコットランド語    | インド・ヨーロッパ語族 - ゲルマン語派                 | スコットランド、 母語コミュニティが存在する地域 北アイルランド                                                                                        | 母語話者 150万人 （1996年 スコットランド統計局）                                                           |
| 195  | トン語              | タイ・カダイ語族                                      | 中華人民共和国 | 母語話者 150万人 (侗族の言語)                                                                              |
| 196  | メンデ語            | ニジェール・コルドファン語族 - マンデ語派             | 国語 シエラレオネ | 母語話者 150万人（1987年 UBS）                                                                             |
| 197  | タイー語            | タイ・カダイ語族                                      | ベトナム | 母語話者 150万人（1999年 人口統計）                                                                        |
| 198  | ナワトル語          | ユト・アステカ語族 - 孤立した言語                     | メキシコ | 母語話者 140万人（全ての方言を含む）                                                                       |
| 199  | アファル語          | アフロ・アジア語族 – クシ語派                         | エチオピア、 エリトリア、 ジブチ | 母語話者 140万人（1998年 人口統計）                                                                        |
| 200  | ダバニ語            | ニジェール・コルドファン語族 - クワ語派               | 国語 ガーナ | 母語話者 140万人 クサール語・マンプルリ語を含む （2004年 SIL）                                             |
| 201  | コーリー語          | インド・ヨーロッパ語族 - インド語派                   | インド、 パキスタン | 母語話者 140万人 方言を含む（いくつかは古いデータ）                                                        |
| 202  | キガ語              | ニジェール・コルドファン語族 - バンツー諸語           | ウガンダ | 母語話者 140万人（1991年 人口統計）                                                                        |
| 203  | トゥンブカ語        | ニジェール・コルドファン語族 - バンツー諸語           | 公用語 マラウイ 母語コミュニティが存在する地域 ザンビア                                                                                               | 母語話者 130万人 （2001年 Johnstone and Mandryk）                                                          |
| 204  | ヤオ語              | ミャオ・ヤオ語族                                      | 中華人民共和国 | 母語話者 130万人 方言を含む （1995年 Wang and Mao）                                                        |
| 205  | メル語              | ニジェール・コルドファン語族 - バンツー諸語           | ケニア | 母語話者 130万人 （1994年 I. Larsen BTL）                                                                  |
| 206  | ゴゴ語              | ニジェール・コルドファン語族 - バンツー諸語           | タンザニア | 母語話者 130万人以上（1992年 UBS）                                                                         |
| 207  | テソ語              | ナイル・サハラ語族 - ナイル諸語                       | ウガンダ 母語コミュニティが存在する地域 ケニア | 母語話者 130万人（1991年 人口統計）                                                                        |
| 208  | マニプリ語          | シナ・チベット語族                                    | 公用語 インド (マニプル州) | 母語話者 130万人（1997年）                                                                                 |
| 209  | タマン語            | シナ・チベット語族                                    | ネパール | 母語話者 130万人                                                                                           |
| 210  | マコンデ語          | ニジェール・コルドファン語族 - バンツー諸語           | タンザニア、 モザンビーク | 母語話者 130万人 （2001年 Johnstone and Mandryk）                                                          |
| 211  | ペー語              | シナ・チベット語族                                    | 中華人民共和国 | 母語話者 120万人（2003年）                                                                                 |
| 212  | フラマン語          | インド・ヨーロッパ語族 - ゲルマン語派                 | ベルギー、 オランダ | 120万人（1998年 ゲント大学） （ベルギーで話されるオランダ語と、話者の重複の可能性が指摘されている）        |
| 213  | トゥアレグ語        | アフロ・アジア語族 - ベルベル語派                     | 公用語 ニジェール 国語 マリ共和国 | 母語話者 120万人（1998年）                                                                                 |
| 214  | マンディンカ語      | ニジェール・コルドファン語族 - マンデ語派             | 公用語 セネガル 母語コミュニティが存在する地域 ガンビア、 ギニアビサウ                                                                                | 母語話者 120万人（2002年）                                                                                 |
| 215  | ジュラ語            | ニジェール・コルドファン語族 - マンデ語派             | 母語話者が多い地域 ブルキナファソ 母語コミュニティが存在する地域 コートジボワール                                                                     | 母語話者 120万人以上 第二言語話者 300〜400万人                                                             |
| 216  | テムネ語            | ニジェール・コルドファン語族 - 西大西洋諸語           | 国語 シエラレオネ | 母語話者 120万人以上 第二言語話者 20万人（1989年 J. Kaiser）                                               |
| 217  | ハヤ語              | ニジェール・コルドファン語族 - バンツー諸語           | タンザニア | 母語話者 120万人以上（1991年 UBS）                                                                         |
| 218  | セレール語          | ニジェール・コルドファン語族 - 西大西洋諸語           | 公用語 セネガル 母語コミュニティが存在する地域 ガンビア                                                                                               | 母語話者 120万人（2002年）                                                                                 |
| 219  | パンガシナン語      | オーストロネシア語族                                  | フィリピン | 母語話者 120万人（1990年 人口統計）                                                                        |
| 220  | ベジャ語            | アフロ・アジア語族 – クシ語派 または、孤立した言語    | スーダン、 エリトリア | 母語話者 120万人（1982年 SIL）                                                                             |
| 221  | ニャムウェジ語      | ニジェール・コルドファン語族 - バンツー諸語           | タンザニア | 母語話者 120万人 （2001年 Johnstone and Mandryk）                                                          |
| 222  | アブロン語          | ニジェール・コルドファン語族 - クワ語派               | ガーナ | 母語話者 120万人（2003年）                                                                                 |
| 223  | アルール語          | ナイル・サハラ語族 - ナイル諸語                       | コンゴ民主共和国、 ウガンダ | 母語話者 120万人 （2001年 Johnstone and Mandryk）                                                          |
| 224  | セナ語              | ニジェール・コルドファン語族 - バンツー諸語           | モザンビーク、 マラウイ | 母語話者 120万人 方言を含む                                                                                |
| 225  | ザンデ語            | ニジェール・コルドファン語族 – アダマワ・ウバンギ語派 | コンゴ民主共和国、 南スーダン、 中央アフリカ共和国 | 母語話者 110万人（古いデータ）                                                                             |
| 226  | ワロン語            | インド・ヨーロッパ語族 - ロマンス語派                 | ベルギー | 母語話者 110万人（1998年）                                                                                 |
| 227  | アニ語              | ニジェール・コルドファン語族 - クワ語派               | コートジボワール、 ガーナ | 母語話者 120万人（1993年 SIL）                                                                             |
| 228  | マールヴィー語      | インド・ヨーロッパ語族 - インド語派                   | インド | 母語話者 110万人（1997年）                                                                                 |
| 229  | ソニンケ語          | ニジェール・コルドファン語族 – マンデ語派             | 公用語 セネガル 国語 マリ共和国 母語コミュニティが存在する地域 ブルキナファソ、 コートジボワール、 ガンビア、 モーリタニア                            | 母語話者 110万人（1991年）                                                                                 |
| 230  | ホー語              | オーストロネシア語族 - ムンダ語派                     | インド | 母語話者 108万人（1997年）                                                                                 |
| 231  | エストニア語        | ウラル語族 - フィン・ウゴル語派                       | 公用語 エストニア | 母語話者 108万人（1989年 人口統計）                                                                        |
| 232  | ニャキュサ語        | ニジェール・コルドファン語族 - バンツー諸語           | タンザニア、 マラウイ | 母語話者 105万人（1992年 UBS）                                                                             |
| 233  | グワリ語            | ニジェール・コルドファン語族                          | ナイジェリア | 母語話者 105万人（2002年 SIL）                                                                             |
| 234  | ルグバラ語          | ナイル・サハラ語族                                    | コンゴ民主共和国、 ウガンダ | 母語話者 104万人 （2001年 Johnstone and Mandryk）                                                          |
| 235  | ナガ語              | シナ・チベット語族                                    | インド | 母語話者 103万人 方言を含む（1997年）                                                                      |
| 236  | スス語              | ニジェール・コルドファン語族 - マンデ語派             | 国語 ギニア 母語コミュニティが存在する地域 シエラレオネ                                                                                               | 母語話者 103万人 （2001年 Johnstone and Mandryk）                                                          |
| 237  | タウスグ語          | オーストロネシア語族                                  | フィリピン | 母語話者 102万人（2000年 SIL）                                                                             |
| 238  | チョクウェ語        | ニジェール・コルドファン語族 - バンツー諸語           | 国語 アンゴラ 母語コミュニティが存在する地域 コンゴ民主共和国                                                                                         | 母語話者 101万人（1990年 UBS）                                                                             |
| 239  | カバルド語          | コーカサス諸語 – 北西コーカサス語族                   | 公用語 ロシア ( カバルダ・バルカル共和国) 母語コミュニティが存在する地域 カラチャイ・チェルケス共和国、 トルコ                                        | 母語話者 101万人 （2001年 Johnstone and Mandryk）                                                          |
| 240  | マギンダナオ語      | オーストロネシア語族                                  | フィリピン | 母語話者 100万人以上（1990年 人口統計）                                                                    |
| 241  | ソンゲ語            | ニジェール・コルドファン語族 – バンツー諸語           | コンゴ民主共和国 | 母語話者 100万人以上（1991年 WA）                                                                          |
| 242  | レジャン語          | オーストロネシア語族                                  | インドネシア | 母語話者 100万人以上 （1981年 Wurm and Hattori）                                                           |
| 243  | エド語              | ニジェール・コンゴ語族                                | 公用語 ナイジェリア | 母語話者 100万人以上（1999年 WA）                                                                          |
| 244  | エビラ語            | ニジェール・コルドファン語族 - Nupe語派               | ナイジェリア | 母語話者 100万人以上（1989年 J. Adive）                                                                    |
| 245  | ダガリ語            | ニジェール・コルドファン語族 – クワ語派               | 国語 ガーナ 母語コミュニティが存在する地域 ブルキナファソ                                                                                             | 母語話者 100万人以上（2003年）                                                                             |
| 246  | グジャール語        | インド・ヨーロッパ語族 - インド語派                   | アフガニスタン、 インド、 パキスタン | 母語話者 99万人（2000年 WCD）                                                                              |
| 247  | タルー語            | インド・ヨーロッパ語族 – インド語派                   | ネパール | 母語話者 99万人 方言を含む                                                                                 |
| 248  | チェチェン語        | コーカサス諸語 – 北東コーカサス語族                   | 公用語 ロシア ( チェチェン共和国) | 母語話者 96万人（1989年 人口統計）                                                                         |
| 249  | ヴェンダ語          | ニジェール・コルドファン語族 – バンツー諸語           | 公用語 南アフリカ共和国 | 母語話者 96万人（1996年 人口統計）                                                                         |
| 250  | ラカイン語          | シナ・チベット語族                                    | ミャンマー、 バングラデシュ | 母語話者 95万人 （2001年 Johnstone and Mandryk）                                                           |